# 2235 Вітторе
2235 Вітторе (2235 Vittore) — астероїд головного поясу, відкритий 5 квітня 1924 року.
Тіссеранів параметр щодо Юпітера — 3,074.